# Augelith
Augelith (nicht zu verwechseln mit dem ähnlich benannten Augit) ist ein selten vorkommendes Mineral aus der Mineralklasse der „Phosphate, Arsenate und Vanadate“ mit der chemischen Zusammensetzung Al2[(OH)3|PO4] und ist damit chemisch gesehen ein Aluminium-Phosphat mit zusätzlichen Hydroxidionen.
Augelith kristallisiert im monoklinen Kristallsystem und entwickelt meist flächenreiche, dicktafelige oder nadelige bis prismatische Kristalle von bis zu 13 Zentimetern Größe, kommt aber auch in Form körniger bis massiger Mineral-Aggregate vor. In reiner Form ist er farblos und durchsichtig. Durch vielfache Lichtbrechung aufgrund von Gitterbaufehlern oder polykristalliner Ausbildung kann er aber auch weiß erscheinen und durch Fremdbeimengungen eine hellrosa, gelbliche oder grünliche und selten auch bläuliche Farbe annehmen, wobei seine Transparenz entsprechend abnimmt. Unverletzte Kristallflächen weisen einen glasähnlichen Glanz auf, Spaltflächen schimmern dagegen perlmuttartig.
Mit einer Mohshärte von 4,5 bis 5 gehört Augelith zu den mittelharten Mineralen, was in etwa der Härte von Strass entspricht. Er lässt sich ähnlich wie die Referenzminerale Fluorit (4) und Apatit (5) mit dem Messer ritzen.

## Etymologie und Geschichte
Augelith wurde erstmals in der Eisen-Grube „Västanå“ bei Näsum in der schwedischen Gemeinde Bromölla entdeckt und 1868 von Christian Wilhelm Blomstrand beschrieben, der das Mineral nach altgriechisch αὐγή augḗ, deutsch ‚Strahl, Glanz‘, und λίθος líthos, deutsch ‚Stein‘, benannte; zusammengesetzt also „Glänzender Stein“.

## Klassifikation
In der veralteten 8. Auflage der Mineralsystematik nach Strunz gehörte der Augelith zur Mineralklasse der „Phosphate, Arsenate, Vanadate“ und dort zur Abteilung „Wasserfreie Phosphate, Arsenate und Vanadate mit fremden Anionen“, wo er gemeinsam mit Cornetit und Klinoklas in der „Augelith-Cornetit-Klinoklas-Gruppe“ mit der Systemnummer VII/B.09 steht.
In der zuletzt 2018 überarbeiteten Lapis-Systematik nach Stefan Weiß, die formal auf der alten Systematik von Karl Hugo Strunz in der 8. Auflage basiert, erhielt das Mineral die System- und Mineralnummer VII/B.12-020. Dies entspricht der Klasse der „Phosphate, Arsenate und Vanadate“ und dort der Abteilung „Wasserfreie Phosphate, mit fremden Anionen F,Cl,O,OH“, wo Augelith zusammen mit Brasilianit und Viitaniemiit eine unbenannte Gruppe mit der Systemnummer VII/B.12 bildet.
Die von der International Mineralogical Association (IMA) zuletzt 2009 aktualisierte 9. Auflage der Strunz’schen Mineralsystematik ordnet den Augelith in die Klasse der „Phosphate, Arsenate und Vanadate“ und dort in die Abteilung „Phosphate usw. mit zusätzlichen Anionen; ohne H2O“ ein. Hier ist das Mineral in der Unterabteilung „Mit ausschließlich mittelgroßen Kationen; (OH usw.) : RO4 > 2 : 1“ zu finden, wo es als einziges Mitglied eine unbenannte Gruppe mit der Systemnummer 8.BE.05 bildet.
In der vorwiegend im englischen Sprachraum gebräuchlichen Systematik der Minerale nach Dana hat Augelith die System- und Mineralnummer 41.06.08.01. Das entspricht der Klasse der „Phosphate, Arsenate und Vanadate“ und dort der Abteilung „Wasserfreie Phosphate etc., mit Hydroxyl oder Halogen“. Hier findet er sich innerhalb der Unterabteilung „Wasserfreie Phosphate etc., mit Hydroxyl oder Halogen mit (A)2(XO4)Zq“ als einziges Mitglied in einer unbenannten Gruppe mit der Systemnummer 41.06.08.

## Kristallstruktur
Augelith kristallisiert monoklin in der Raumgruppe C2/m (Raumgruppen-Nr. 12) mit den Gitterparametern a = 13,12 Å; b = 7,99 Å; c = 5,07 Å und β = 112,2° sowie 4 Formeleinheiten pro Elementarzelle.

## Bildung und Fundorte

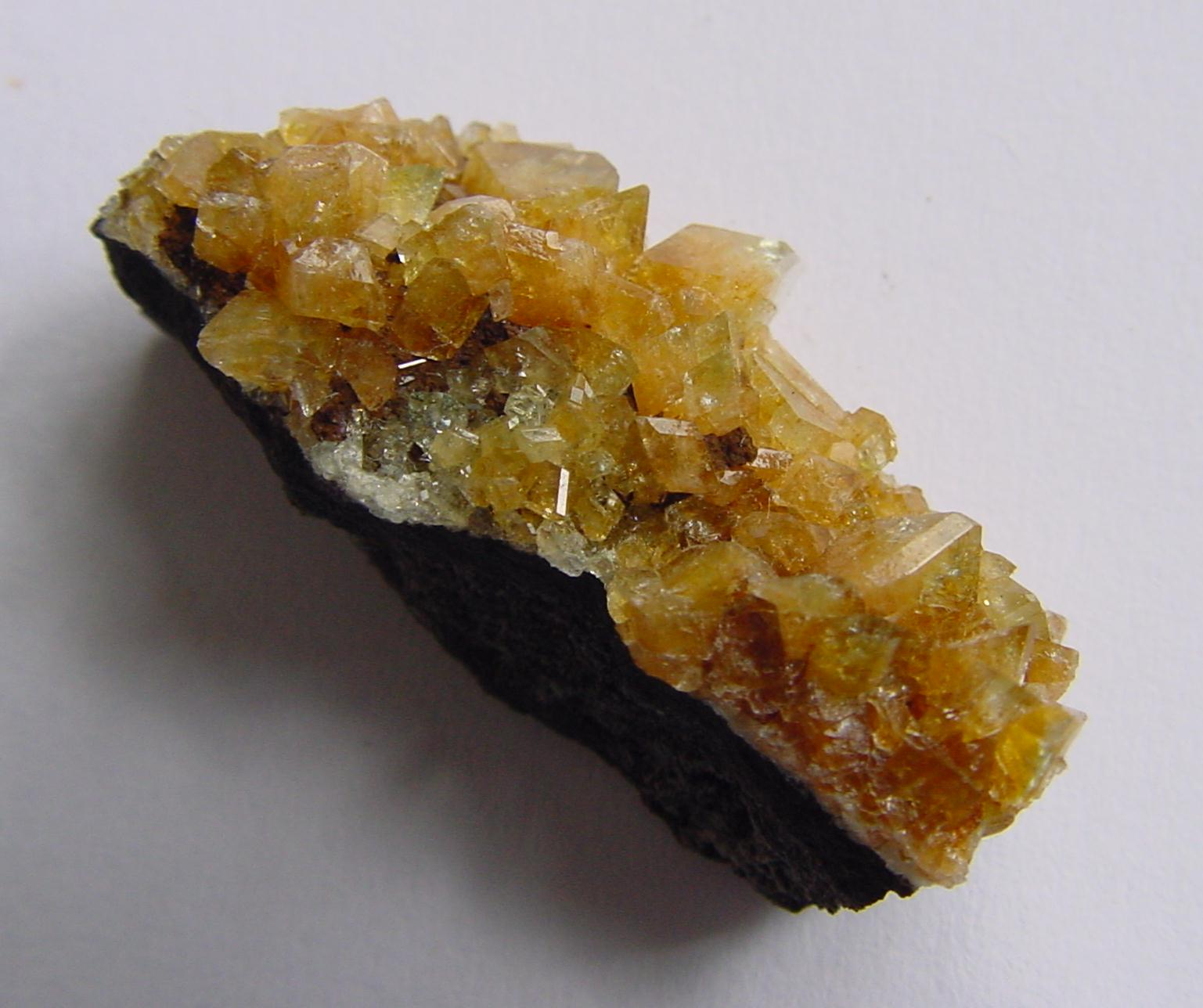
Gelblicher Augelith aus Dawson (Yukon), Kanada (Größe: 2,6 cm)

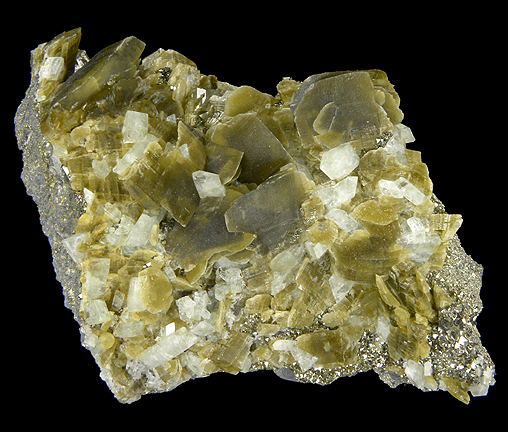
Augelith (weiß) auf Siderit (grünlichbraun) aus der „Tazna Mine“, Cerro Tazna, Provinz Nor Chichas, Bolivien (Größe: 9,0 × 6,5 × 1,9 cm)

Augelith bildet sich sekundär durch hydrothermale Vorgänge in granitischen Pegmatiten als Substitutionsprodukt aus primären Phosphaten. Selten entsteht er auch metamorph in Quarziten. Begleitminerale sind unter anderem Andorit, Arsenopyrit, Attakolith, Baryt, Berlinit, Hämatit, Kassiterit, Lazulith, Pyrit, Pyrophyllit, Rutil, Stannit, Svanbergit, Trolleit und Zinkenit auf.
Als seltene Mineralbildung konnte Augelith nur an wenigen Fundorten nachgewiesen werden, wobei bisher (Stand: 2013) rund 70 Fundorte als bekannt gelten. Neben seiner Typlokalität „Västanå“ bei Näsum in Skåne län wurde das Mineral in Schweden noch bei Norrskogen in Uppland, am Steinbruch Hålsjöberg (Horrsjöberg) bei Torsby und am Hökensås bei Tidaholm in Västergötland gefunden.
Bekannt aufgrund außergewöhnlicher Augelithfunde sind unter anderem die Burango-Pegmatite im Bezirk Gatumba in der westlichen Provinz Ruandas, wo massige Aggregate von mehreren Dezimetern Größe zutage traten.
In Österreich konnte Augelith unter anderem am Millstätter See und nahe Wolfsberg in Kärnten sowie am Freßnitzgraben, am Pretulgraben/Langenwang und bei Hönigsberg in der Steiermark gefunden werden.
Weitere Fundorte liegen unter anderem in Australien, Bolivien, Brasilien, China, Finnland, Frankreich, Japan, Kanada, Madagaskar, Mexiko, Peru, Russland, Senegal, Spanien, Tschechien, Uganda sowie verschiedene Fundpunkte in mehreren Bundesstaaten der USA.

## Verwendung
Augelith bildet oft schöne und glänzende Kristallstufen, deren klare Kristalle teilweise auch Schmucksteinqualität haben. Aufgrund seiner guten Spaltbarkeit und relativ geringen Härte ist er allerdings für eine kommerzielle Nutzung zu empfindlich. Dennoch wird er gelegentlich für Sammler in verschiedenen Schliffformen angeboten.